# Elyra peleusalis
Elyra peleusalis är en fjärilsart som beskrevs av Walker 1858. Elyra peleusalis ingår i släktet Elyra och familjen nattflyn. Inga underarter finns listade i Catalogue of Life.